# Andrea Mead-Lawrence
Andrea  Bario Mead-Lawrence, z domu Mead (ur. 19 kwietnia 1932 w Rutland, zm. 30 marca 2009 w Mammoth Lakes) – amerykańska narciarka alpejska, dwukrotna mistrzyni olimpijska i mistrzyni świata.

## Kariera
Andrea Mead treningi narciarskie rozpoczęła w wieku trzech lat, w szkole narciarskiej założonej przez jej matkę. W 1948 roku wystartowała na igrzyskach olimpijskich w Sankt Moritz, gdzie jej najlepszym wynikiem było ósme miejsce w slalomie. Na rozgrywanych dwa lata później mistrzostwach świata w Aspen była między innymi dziewiąta w gigancie i szósta w slalomie. W 1950 roku wygrała także slalom, bieg zjazdowy i kombinację podczas zawodów Harriman Cup w Sun Valley. Rok później wygrała giganta na zawodach SDS-Rennen w Grindelwald, zjazd na zawodach Arlberg-Kandahar-Rennen w Sestriere oraz zjazd, slalom i kombinację na Hahnenkamm-Rennen w Kitzbühel. Największe sukcesy osiągnęła w 1952 roku, kiedy na igrzyskach olimpijskich w Oslo okazała się najlepsza w slalomie gigancie i slalomie. W pierwszej z tych konkurencji zdecydowanie wyprzedziła Austriaczkę Dagmar Rom oraz Annemarie Buchner z RFN. Sześć dni później wystąpiła w slalomie, w którym po pierwszym przejeździe była czwarta, tracąc do prowadzącej Niemki Rosy Reichert 1,2 sekundy. W drugim przejeździe była zdecydowanie najszybsza, co dało jej zwycięstwo o 0,8 sekundy przed Reichert i 2,7 sekundy przed Buchner. W tym samym roku po raz kolejny zwyciężyła w gigancie na zawodach SDS-Rennen. Na rozgrywanych w 1954 roku mistrzostwach świata w Åre nie wystąpiła z powodu ciąży. Wzięła za to udział w igrzyskach olimpijskich w Cortina d’Ampezzo w 1956 roku, gdzie jej najlepszym wynikiem było czwarte miejsce w gigancie. Walkę o podium przegrała tam z Austriaczką Dorotheą Hochleitner o 0,1 sekundy. Dziewięciokrotnie zdobywała mistrzostwo USA: w zjeździe, slalomie oraz kombinacji w latach 1949, 1952 i 1955. W 1956 roku zakończyła karierę.
W latach 1952–1965 jej mężem był amerykański alpejczyk David Lawrence, z którym miała piątkę dzieci. Po zakończeniu kariery angażowała się w ochronę środowiska. Zmarła na raka w 2009 roku.

## Osiągnięcia

### Igrzyska olimpijskie
| Miejsce | Dzień       | Rok  | Miejscowość       | Konkurencja | Czas biegu | Strata     | Zwyciężczyni        |
| ------- | ----------- | ---- | ----------------- | ----------- | ---------- | ---------- | ------------------- |
| 35.     | 2 lutego    | 1948 | Sankt Moritz      | Zjazd       | 2:28,3 min | +34,8 s    | Hedy Schlunegger    |
| 21      | 4 lutego    | 1948 | Sankt Moritz      | Kombinacja  | 6,58 pkt   | +24,26 pkt | Trude Beiser        |
| 8.      | 5 lutego    | 1948 | Sankt Moritz      | Slalom      | 1:57,2 min | +11,6 s    | Gretchen Fraser     |
| 1.      | 14 lutego   | 1952 | Oslo              | Gigant      | 2:06,8 min | –          | –                   |
| 17.     | 17 lutego   | 1952 | Oslo              | Zjazd       | 1:47,1 min | +8,2 s     | Trude Jochum-Beiser |
| 1.      | 20 lutego   | 1952 | Oslo              | Slalom      | 2:10,6 min | –          | –                   |
| 4.      | 27 stycznia | 1956 | Cortina d’Ampezzo | Gigant      | 1:56,5 min | +1,8 s     | Rosa Reichert       |
| 25.     | 30 stycznia | 1956 | Cortina d’Ampezzo | Slalom      | 1:52,3 min | +33,5 s    | Renée Colliard      |
| 30.     | 1 lutego    | 1956 | Cortina d’Ampezzo | Zjazd       | 1:40,7 min | +14,5 s    | Madeleine Berthod   |

### Mistrzostwa świata
| Miejsce | Dzień       | Rok  | Miejscowość       | Konkurencja | Czas biegu | Strata     | Zwyciężczyni        |
| ------- | ----------- | ---- | ----------------- | ----------- | ---------- | ---------- | ------------------- |
| 35.     | 2 lutego    | 1948 | Sankt Moritz      | Zjazd       | 2:28,3 min | +34,8 s    | Hedy Schlunegger    |
| 21      | 4 lutego    | 1948 | Sankt Moritz      | Kombinacja  | 6,58 pkt   | +24,26 pkt | Trude Beiser        |
| 8.      | 5 lutego    | 1948 | Sankt Moritz      | Slalom      | 1:57,2 min | +11,6 s    | Gretchen Fraser     |
| 9.      | 13 lutego   | 1950 | Aspen             | Gigant      | 1:29,6 min | +3,9 s     | Dagmar Rom          |
| 6.      | 15 lutego   | 1950 | Aspen             | Slalom      | 1:47,8 min | +3,9 s     | Dagmar Rom          |
| 17.     | 17 lutego   | 1950 | Aspen             | Zjazd       | 2:06,6 min | ?          | Trude Jochum-Beiser |
| 1.      | 14 lutego   | 1952 | Oslo              | Gigant      | 2:06,8 min | –          | –                   |
| 17.     | 17 lutego   | 1952 | Oslo              | Zjazd       | 1:47,1 min | +8,2 s     | Trude Jochum-Beiser |
| 1.      | 20 lutego   | 1952 | Oslo              | Slalom      | 2:10,6 min | –          | –                   |
| 4.      | 27 stycznia | 1956 | Cortina d’Ampezzo | Gigant      | 1:56,5 min | +1,8 s     | Rosa Reichert       |
| 25.     | 30 stycznia | 1956 | Cortina d’Ampezzo | Slalom      | 1:52,3 min | +33,5 s    | Renée Colliard      |
| 30.     | 1 lutego    | 1956 | Cortina d’Ampezzo | Zjazd       | 1:40,7 min | +14,5 s    | Madeleine Berthod   |